# 数学原論

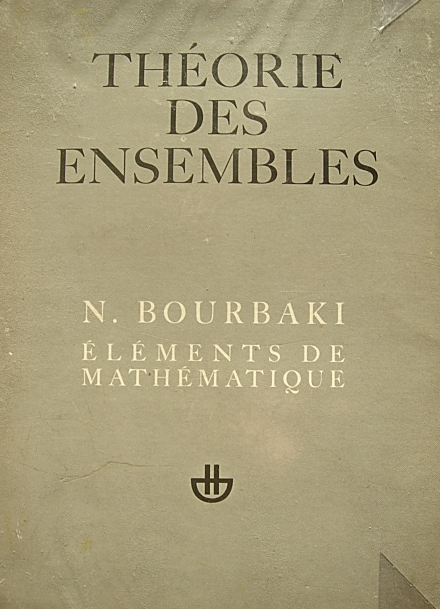
最初の部門（1970年の版）

数学原論（すうがくげんろん、仏: Éléments de mathématique）は、数学者集団ニコラ・ブルバキ (Nicolas Bourbaki) による数学に関する専門書である。2016年現在11の部門からなり、各部門が1つあるいは複数の章に分かれている。最初の巻はエルマン (Hermann) 書店によって1939年から、はじめは小冊子の形で、後に合本として、出版された。編集者との意見の相違から、出版は1970年代にCCLSに代わり、1980年代にはマソン (Masson) 書店に代わった。2006年からは、シュプリンガー・フェアラーク (Springer Verlag) がすべての分冊を再出版している。
なお和訳は1987年に最後のセット売りを行ったものの、2025年現在全冊が絶版である。
書名の奇妙な単数形 "mathématique" は意図的なものであり、通常使われる複数形が示唆するかもしれないことに反し、数学は統一されているという著者の信条を表している。逆に、ブルバキの『数学史』（Éléments d'histoire des mathématiques, 数学史原論）は複数形を用いており、ブルバキ以前には数学はばらばらな分野の集まりであったが、構造の現代的な概念によって統一できるようになったことを示している。
最初の6部門は論理的な順序に従っている。他の部門は初めの6部門に述べられていたことは用いるが、順序立ってはいない。

## 構成
以下の一覧において※印は和訳がないことを表す。
- Livre I : Théorie des Ensembles（集合論。E で表される）

1. 形式的な数学の記述
2. 集合論
3. 順序集合 基数 自然数
4. 構造

要約
- Livre II : Algèbre（代数。A で表される）

1. 代数構造
2. 線型代数
3. テンソル代数，外積代数，対称代数
4. 多項式と有理式
5. 可換体
6. 順序群と順序体
7. 主環上の加群
8. 半単純加群と半単純環
9. 準双線型形式と二次形式
10. ※ホモロジー代数

- Livre III : Topologie générale（位相。TG で表される）

1. 位相構造
2. 一様構造
3. 位相群
4. 実数
5. 一径数群（フランス語版）
6. 数空間と射影空間
7. 加法群 Rn
8. 複素数
9. 位相と実数
10. 関数空間

要約
- Livre IV : Fonctions d'une variable réelle（実一変数（フランス語版）関数。FVR で表される）

1. 導関数
2. 原始関数と積分
3. 初等関数
4. 微分方程式
5. 関数の局所的考察
6. 一般テイラー展開　オイラー＝マクローリンの総和公式
7. ガンマ関数

Dictionnaire
- Livre V : Espaces vectoriels topologiques（位相線型空間。EVT で表される）

1. 付値体上の位相線型空間
2. 凸集合と局所凸空間
3. 連続線型写像の空間
4. 位相線型空間での双対性
5. ヒルベルト空間（基礎論）

Dictionnaire
要約
- Livre VI : Intégration（積分。INT で表される）

1. 凸不等式
2. リエス空間
3. 局所コンパクトな空間の上の測度
4. 測度の延長，空間 Lp
5. 測度の積分
6. ベクトル値積分
7. ハール測度
8. 畳み込みと表現
9. 分離位相空間上の測度

- Algèbre commutative（可換代数。AC で表される）

1. 平坦加群
2. 局所化
3. 次数づけ、フィルターづけ（フランス語版）、位相
4. 伴う素イデアルと準素分解
5. 整元
6. 付値
7. 因子
8. ※次元
9. ※完備ネーター局所環
10. ※深さ、正則性、双対性

- Théories spectrales（スペクトル論。TS で表される）

1. ノルム線型環
2. 可換局所コンパクト群

- Variétés différentielles et analytiques（多様体。VAR で表される）

要約
- Groupes et algèbres de Lie（リー群とリー環。LIE で表される）

1. リー環
2. 自由リー環
3. リー群
4. コクスター群とティツ系
5. 鏡映群（英語版）
6. ルート系
7. ※カルタン部分環と正則元
8. ※分解型（英語版）半単純リー環
9. ※コンパクト実リー群（英語版）

- ※Topologie algébrique（代数的位相幾何学。TA で表される）

1. 被覆空間
2. 亜群
3. ホモトピーとポワンカレ亜群
4. Espaces déplaçables

- Éléments d'histoire des mathématiques（フランス語版）（数学史）

## 版の詳細
集合論
フランス語版
- “Théorie des ensembles”. Livre I. Hermann. 1970 [1939-1957]. ISBN 978-3-540-34034-8.

英訳
- Theory of Sets, 2004

和訳
- 『集合論 1』前原昭二訳、東京図書〈ブルバキ数学原論 第1〉、1968年。NDLJP:1371110。（第1章、第2章）
- 『集合論 2』花谷圭人・村田全訳、東京図書〈ブルバキ数学原論 第2〉、1969年。NDLJP:1383298。（第3章）
- 『集合論 3』田中尚夫・村田全訳、東京図書〈ブルバキ数学原論 第3〉、1969年。NDLJP:1383299。（第4章）
- 『集合論 要約』前原昭二訳、東京図書〈ブルバキ数学原論 第4〉、1968年。NDLJP:2421458。

代数
フランス語版
- “Algèbre, Chapitres 1 à 3”. Livre II. Hermann. 1970 [1942-1948]. ISBN 978-3-540-33849-9.
- “Algèbre, Chapitres 4 à 7”. Livre II. Masson. 1981 [1950-1952]. ISBN 978-3-540-34398-1.
- “Algèbre, Chapitre 8”. Livre II (2 ed.). Springer. 2012 [1958]. ISBN 978-3-540-35315-7.
- “Algèbre, Chapitre 9”. Livre II (1 ed.). Hermann. 1959. ISBN 978-3-540-35338-6.
- “Algèbre, Chapitre 10”. Livre II. Masson. 1980. ISBN 978-3-540-34492-6.

英訳
- Algebra I, chapters 1-3, 1973 (Addison-Wesley), 1989
- Algebra II, chapters 4-7, 1990

和訳
- 『代数 1』銀林浩・清水達雄訳、東京図書〈ブルバキ数学原論 第5〉、1968年。NDLJP:1382559。（第1章）
- 『代数 2』金行壮二・銀林浩訳、東京図書〈ブルバキ数学原論 第6〉、1970年。NDLJP:1383300。（第2章）
- 『代数 3』浅枝陽・清水達雄訳、東京図書〈ブルバキ数学原論 第7〉、1969年。NDLJP:1383301。（第3章）
- 『代数 4』倉田令二朗・清水達雄訳、東京図書〈ブルバキ数学原論 第8〉、1969年。NDLJP:1383302。（第4章、第5章）
- 『代数 5』草場敏夫・清水達雄訳、東京図書〈ブルバキ数学原論 第9〉、1969年。NDLJP:1383303。（第6章、第7章）
- 『代数 6』田坂隆士・清水達雄訳、東京図書〈ブルバキ数学原論 第10〉、1970年。NDLJP:1383304。（第8章）
- 『代数 7』田坂隆士・清水達雄訳、東京図書〈ブルバキ数学原論 第11〉、1970年。NDLJP:1383305。（第9章）

位相
フランス語版
- “Topologie générale, Chapitres 1 à 4”. Livre III. Hermann. 1971 [1940-1942]. ISBN 978-3-540-33936-6.
- “Topologie générale, Chapitres 5 à 10”. Livre III. Hermann. 1974 [1947-1949]. ISBN 978-3-540-34399-8.

- “Topologie générale, Fascicule de résultats”. Livre III. Hermann. 1953.

英訳
- General Topology, chapters 1-4, 1989
- General Topology, chapters 5-10, 1989

和訳
- 『位相 1』森毅・清水達雄訳、東京図書〈ブルバキ数学原論 第12〉、1968年。NDLJP:2421459。（第1章、第2章）
- 『位相 2』土川真夫・村田全訳、東京図書〈ブルバキ数学原論 第13〉、1968年。NDLJP:1371111。（第3章、第4章）
- 『位相 3』笠原晧司・清水達雄訳、東京図書〈ブルバキ数学原論 第14〉、1968年。NDLJP:1371112。（第5章、第6章、第7章、第8章）
- 『位相 4』山崎泰郎・清水達雄訳、東京図書〈ブルバキ数学原論 第15〉、1969年。NDLJP:1383309。（第9章）
- 『位相 5』森毅・清水達雄訳、東京図書〈ブルバキ数学原論 第16〉、1968年。NDLJP:1371113。（第10章）
- 『位相 要約』森毅訳、東京図書〈ブルバキ数学原論 第17〉、1969年。NDLJP:1383306。

実一変数関数
フランス語版
- “Fonctions d'une variable réelle”. Livre IV. Hermann. 1976 [1949-1951]. ISBN 978-3-540-34036-2.

英訳
- Functions of a Real Variable, 2004

和訳
- 『実一変数関数（基礎理論） 1』小島順・加地紀臣男・村田全訳、東京図書〈ブルバキ数学原論 第18〉、1968年。NDLJP:1371114。（第1章、第2章、第3章）
- 『実一変数関数（基礎理論） 2』小島順・加地紀臣男・村田全訳、東京図書〈ブルバキ数学原論 第19〉、1969年。NDLJP:1383307。（第4章、第5章、第6章、第7章）

位相線型空間
フランス語版
- “Espaces vectoriels topologiques, Chapitres 1 à 5”. Livre V. Masson. 1981 [1953-1955]. ISBN 978-3-540-34497-1.

英訳
- Topological Vector Spaces, chapters 1-5, 1987

和訳
- 『位相線型空間 1』小針晛宏訳、東京図書〈ブルバキ数学原論 第20〉、1968年。NDLJP:1371115。（第1章、第2章）
- 『位相線型空間 2』小針晛宏・清水達雄訳、東京図書〈ブルバキ数学原論 第21〉、1970年。NDLJP:1383308。（第3章、第4章、第5章）
- 『位相線型空間 要約』小針晛宏訳、東京図書〈ブルバキ数学原論 第22〉、1968年。NDLJP:1371116。

積分
フランス語版
- “Intégration, Chapitres 1 à 4”. Livre VI (2 ed.). Hermann. 1965 [1952]. ISBN 978-3-540-35328-7.
- “Intégration, Chapitre 5”. Livre VI (2 ed.). Hermann. 1967 [1956]. ISBN 978-3-540-35333-1.
- “Intégration, Chapitre 6”. Livre VI. Hermann. 1959. ISBN 978-3-540-35319-5.
- “Intégration, Chapitres 7 et 8”. Livre VI. Hermann. 1963. ISBN 978-3-540-35324-9.
- “Intégration, Chapitre 9”. Livre VI. Hermann. 1969. ISBN 978-3-540-34390-5.

英訳
- Integration I, Chapters 1-6, 2004
- Integration II, Chapters 7-9, 2004

和訳
- 『積分 1』柴岡泰光など訳、東京図書〈ブルバキ数学原論 第23〉、1968年。NDLJP:2421460。（第1章、第2章、第3章、第4章）
- 『積分 2』杉ノ原保夫・清水達雄訳、東京図書〈ブルバキ数学原論 第24〉、1969年。NDLJP:1383310。（第5章）
- 『積分 3』志村利雄・清水達雄訳、東京図書〈ブルバキ数学原論 第25〉、1969年。NDLJP:1383311。（第6章）
- 『積分 4』宮崎浩・清水達雄訳、東京図書〈ブルバキ数学原論 第26〉、1969年。NDLJP:1383312。（第7章、第8章）
- 『積分 5』志村利雄・清水達雄訳、東京図書〈ブルバキ数学原論 第34〉、1970年。NDLJP:1383317。（第9章）

可換代数
フランス語版
- “Algèbre commutative, Chapitres 1 à 4”. Vol. VII. Masson. 1985 [1961]. ISBN 978-3-540-33937-3.
- “Algèbre commutative, Chapitres 5 à 7”. Vol. VII. Hermann. 1975 [1964-1965]. ISBN 978-3-540-33941-0.
- “Algèbre commutative, Chapitres 8 et 9”. Vol. VII (1 ed.). Masson. 1983. ISBN 978-3-540-33942-7.
- “Algèbre commutative, Chapitre 10”. Vol. VII. Masson. 1998. ISBN 978-3-540-34394-3.

英訳
- Commutative algebra, chapters 1-7, 1989

和訳
- 『可換代数 1』木下素夫訳、東京図書〈ブルバキ数学原論 第36〉、1971年。NDLJP:1383319。（第1章）
- 『可換代数 2』塩原浩訳、東京図書〈ブルバキ数学原論 第29〉、1970年。NDLJP:1383314。（第3章、第4章）
- 『可換代数 3』中沢英昭訳、東京図書〈ブルバキ数学原論 第30〉、1971年。NDLJP:1383315。（第5章、第6章）
- 『可換代数 4』成田正雄・清水達雄訳、東京図書〈ブルバキ数学原論 第39〉、1972年。NDLJP:1383321。（第7章）

リー群とリー環
フランス語版
- “Groupes et algèbres de Lie, Chapitre 1”. Vol. VIII (2 ed.). Hermann. 1972 [1960]. ISBN 978-3-540-35335-5.
- “Groupes et algèbres de Lie, Chapitres 2 et 3”. Vol. VIII (1 ed.). Hermann. 1972. ISBN 978-3-540-33940-3.
- “Groupes et algèbres de Lie, Chapitres 4 à 6”. Vol. VIII (2 ed.). Masson. 1981 [1968]. ISBN 978-3-540-34490-2.
- “Groupes et algèbres de Lie, Chapitres 7 et 8”. Vol. VIII (2 ed.). Hermann. 1975 [1968-1969]. ISBN 978-3-540-33939-7.
- “Groupes et algèbres de Lie, Chapitre 9”. Vol. VIII (1 ed.). Masson. 1982. ISBN 978-3-540-34392-9.

英訳
- Lie groups and Lie algebras, chapters 1-3, 1989
- Lie groups and Lie algebras, chapters 4-6, 2002
- Lie groups and Lie algebras, chapters 7-9, 2005

和訳
- 『リー群とリー環 1』杉浦光夫訳、東京図書〈ブルバキ数学原論 第27〉、1968年。NDLJP:1383313。（第1章）
- 『リー群とリー環 2』杉浦光夫訳、東京図書〈ブルバキ数学原論 第37〉、1973年。NDLJP:2422330。（第2章、第3章）
- 『リー群とリー環 3』杉浦光夫訳、東京図書〈ブルバキ数学原論 第33〉、1970年。NDLJP:2422329。（第4章、第5章、第6章）

スペクトル論
フランス語版
- “Théories spectrales, Chapitres 1 et 2”. Vol. IX (1 ed.). Hermann. 1967. ISBN 978-3-540-35330-0.

和訳
- 『スペクトル論 1』倉田令二朗訳、東京図書〈ブルバキ数学原論 第35〉、1971年。NDLJP:1383318。（第1章、第2章）

多様体
フランス語版
- “Fascicule de résultats”. Variétés différentielles et analytiques. CCLS. 1982 [1967-1971]. ISBN 978-3-540-34396-7.

和訳
- 『多様体 要約』斎藤正彦訳、東京図書〈ブルバキ数学原論 第32〉、1970年。NDLJP:1383316。
- 『多様体 要約2』斎藤正彦訳、東京図書〈ブルバキ数学原論 第38〉、1973年。NDLJP:1383320。

代数的位相幾何学
フランス語版
- “chapitres 1 à 4”. Topologie algébrique. Springer. 2016. ISBN 978-3-662-49361-8.

数学史
フランス語版
- Éléments d'histoire des mathématiques, 376 p., 1974 (reprint in 1984)

英訳
- Elements of the history of mathematics, 1994

和訳
- ブルバキ『数学史』村田全・清水達雄訳、東京図書、1970年3月。NDLJP:12608795。
- ブルバキ『数学史』村田全・清水達雄訳（新装版）、東京図書、1984年10月。ISBN 4-489-01223-3。NDLJP:12608061。
- ブルバキ『数学史』村田全・清水達雄訳（2版）、東京図書、1993年7月。ISBN 4-489-00414-1。
- ニコラ・ブルバキ『ブルバキ数学史』 上、村田全・清水達雄・杉浦光夫訳、筑摩書房〈ちくま学芸文庫〉、2006年3月。ISBN 4-480-08977-2。
- ニコラ・ブルバキ『ブルバキ数学史』 下、村田全・清水達雄・杉浦光夫訳、筑摩書房〈ちくま学芸文庫〉、2006年3月。ISBN 4-480-08978-0。

## プロジェクトの進展
最初に出版されたのは1939年の Théorie des ensembles の Fascicule de résultats であった。それに続く出版は論理的な順序通りとはいかなかった。出版は断続的に続いている。Éléments de mathématique は現在もまだ完了していない。
初版はオンラインで入手可能である。出版された本の多くは何年もの間絶版であった。シュプリンガー社が2006年に再出版を始めた。それにより、まず Algèbre commutative, Groupes et algèbres de Lie, Théorie des ensembles が、そしてその後他の本が、再版された。最も新しいものは Topologie algébrique の第1から4章であり、2016年にシュプリンガーにより出版された。